# Haus Brabeck

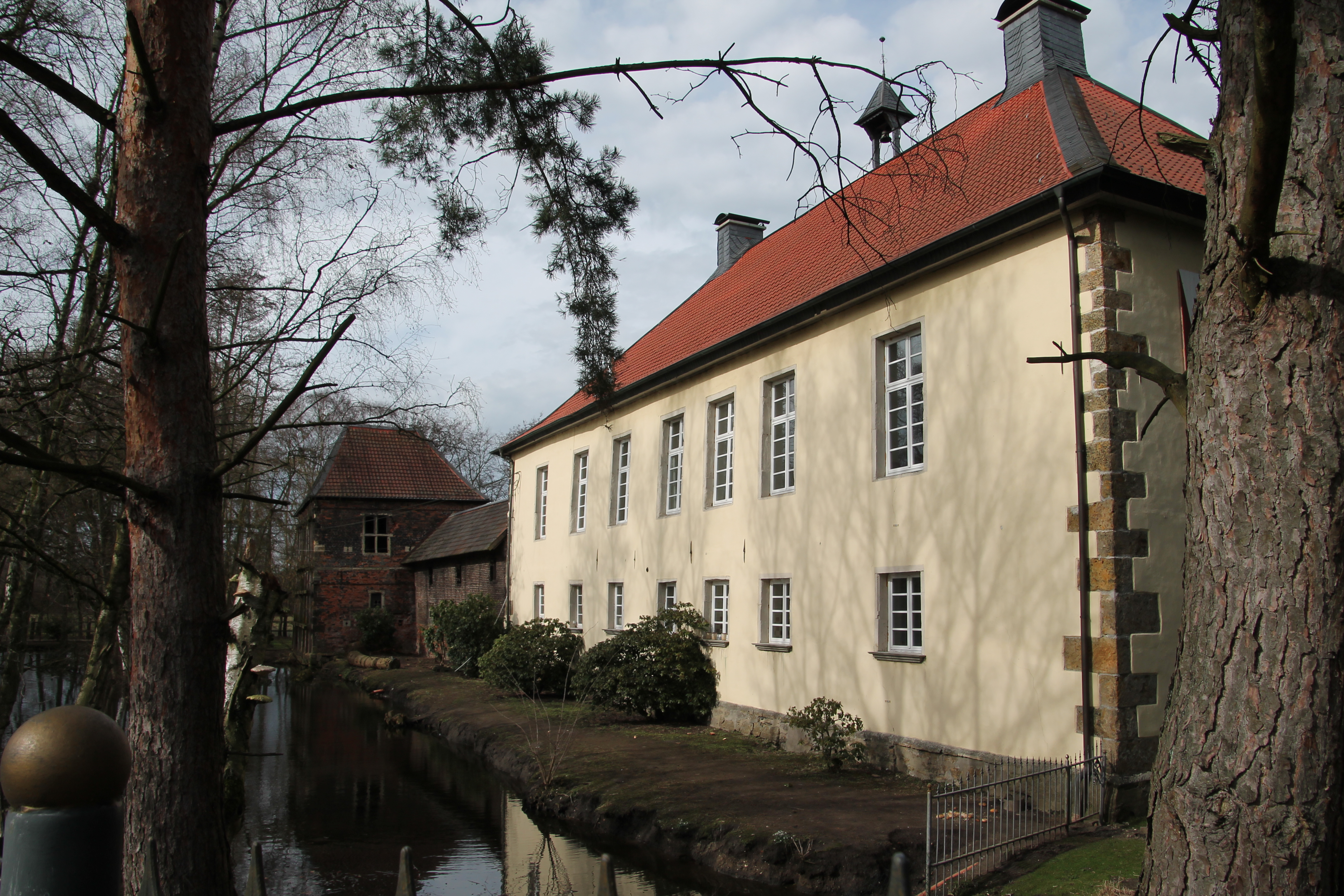
Hauptgebäude Haus Brabeck

Haus Brabeck ist ein ehemaliges Rittergut in Kirchhellen-Overhagen, heute Teil der Stadt Bottrop. Die heute noch stehenden Gebäude stammen größtenteils aus der Zeit um 1700. Seit 1991 steht die Anlage unter Denkmalschutz.

## Geschichte
Erstmals erwähnt wurde Haus Brabeck in einer Hofesübertragung aus dem Jahre 890 als „Borathbeki“. Die Herren von Brabeck waren im Mittelalter Lehnsleute der Abtei Werden. Am 16. November 1583 wurde Brabeck im Truchsessischen Krieg eingenommen, die Burg zerstört und Jörgen von Brabeck gefangen genommen. Er konnte sich im Folgejahr freikaufen und wurde Statthalter im Vest Recklinghausen. Im Jahre 1668 ging über die Ländereien Brabecks ein großes Hagelgewitter nieder, woraufhin die Familie von Brabeck das heute noch stehende Hagelkreuz auf dem höchsten Punkt Kirchhellens errichtete.
Nachdem Johann Hermann von Brabeck die Besitzungen heruntergewirtschaftet hatte, übertrug die Abtei Werden das Lehen 1703 an eine Gläubigerin der Familie Brabeck: die verwitwete Christina Sibylla von Westerholt. So kam Haus Brabeck – nach einem Rechtsstreit vor dem Reichskammergericht – 1728 an die Familie von Westerholt, mit der Verpflichtung, Haus Brabeck wieder instand zu setzen. Die Grafen von Westerholt verkauften das Haus Brabeck zusammen mit dem in der gleichen Bauerschaft gelegenen Hauses Hackfurth an Clemens August von der Wenge auf Haus Beck. 1845 wird das Rittergut noch als landtagsfähig verzeichnet. Am 1. Juli 1848 wurde Graf Levin von Wolff-Metternich Eigentümer des Hauses Brabeck, nachdem er in die Familie von der Wenge eingeheiratet hatte.
Nach dem Tod des letzten adeligen alleinigen Besitzers, Reichsgraf Friedrich von Wolff-Metternich ging das Haus am 1. April 1929 an eine Erbengemeinschaft über. 1938 kaufte die Bergwerksgesellschaft Hibernia die Häuser Beck und Brabeck sowie 500 Morgen Grundbesitz. 1956 wurde Brabeck von einer Familie aus Gelsenkirchen-Buer erworben. Schon 1963 verkaufte die Familie die Gebäude wieder an die Stadt Gladbeck, die den Hof verpachtete. Heute ist Haus Brabeck in Privatbesitz.

## Anlage
Noch bis in die 1920er Jahre hinein war das Haus Brabeck mit einem durchgängigen Wassergraben umgeben. Heute sind nur noch Reste davon erhalten. Der älteste vorhandene Teil des Gebäudes ist der Südwestturm, ein zweistöckiges Gebäude mit fast quatrischem Grundriss. Das Hauptgebäude stammt aus der Zeit um 1700 und war früher von einer Freitreppe vom Hof aus zugänglich. Auf dem Dach befindet sich auch heute noch eine Glocke aus dem Jahr 1655. Das dem Hauptgebäude nördlich des Hofes gegenüberliegende Bauhaus trägt eine Inschrift aus dem Jahr 1617. In der Nähe des Hauses befindet sich außerdem ein alter Schafstall. In diesem ist die ehemalige Kirchentür der Kirchhellener Kirche St. Johannes der Täufer verbaut, die aus der Zeit der Renaissance stammt und von sechs Wappen umrahmt wird.
Zum Haus Brabeck gehörte früher noch eine Wassermühle, die 1844 erbaut wurde. Sie steht heute noch und ist ebenfalls in Privatbesitz. Der Mühlenteich wurde in den 1920er Jahren zugeschüttet.

## Sage „Ahnfrau von Brabeck“
Zum Haus gehört eine Sage mit drei Geschichten über den Geist der Ahnfrau von Brabeck. Wer sich über sie lustig machte, erfuhr ein Unglück. Eine der Geschichten befasst sich mit mehreren Rittern, die nicht an die Existenz der Ahnfrau glaubten und sich über sie lustig machten. Sie sollen der Sage nach am nächsten Morgen tot im Kellergewölbe aufgefunden worden sein. Die zweite Sage handelt von einer Tauffeier, bei der einer der anwesenden Gäste die Ahnfrau eingeladen haben soll. Auch dieser Gast soll nach einer Begegnung der Ahnfrau gestorben sein. In der dritten Geschichte soll ein Pilger die Ahnfrau gesehen haben und gefragt haben, wie sie erlöst werden könne. Daraufhin soll sie geantwortet haben, dass sie bestattet werden soll und nachdem der Pilger ihre Gebeine aus dem Verlies geholt hatte und christlich bestatten ließ, wurde sie der Sage nach nie wieder gesehen.